# Serpentine (rivier in West-Australië)
De Serpentine is een rivier in de regio Peel in West-Australië.

## Geschiedenis
De oorspronkelijke bewoners van het stroomgebied van de Serpentine waren de Whadjuk en vermoedelijk ook de Bindjareb Nyungah Aborigines.
De rivier kreeg haar naam begin jaren 1830 toen de benedenloop door Europese kolonisten ontdekt werd. Ze werd de Serpentine genoemd vanwege haar meanderende karakter.

## Geografie
De Serpentine ontspringt in de Darling Scarp onder Bowerling Hill. Ze stroomt in westelijke richting en kruist Albany Highway boven North Bannister. De rivier vervolgt haar weg in noordwestelijke richting, door Youarling State Forest, en vervolgens door het naar haar vernoemde nationaal park Serpentine. In dat park werden twee stuwdammen in de rivier aangelegd, de Serpentine Dam en de Pipehead Dam. Ze maken deel uit van de watervoorziening van de stad Perth. Stroomafwaarts, net ten zuiden van Jarrahdale, is er een waterval waar de Darling Scarp overgaat naar de kustvlakte Swan Coastal Plane. Serpentine Falls is een toeristische trekpleister.
De rivier stroomt dan verder naar het westen, kruist de South Western Highway en gaat langs het dorp Serpentine dat naar haar vernoemd werd. Ze buigt vervolgens af naar het zuiden, stroomt door Kerulup Pool, Lake Amarillo en Goegrup Lake, en mondt uit in de Peel Inlet nabij Mandurah.
De rivier wordt gevoed door vele beken waaronder Big Brook, Gooralong Brook, Carralong Brook, Buff Brook en Snake Brook.
In 2007 deed er zich algenbloei voor in de rivier.

## Galerij

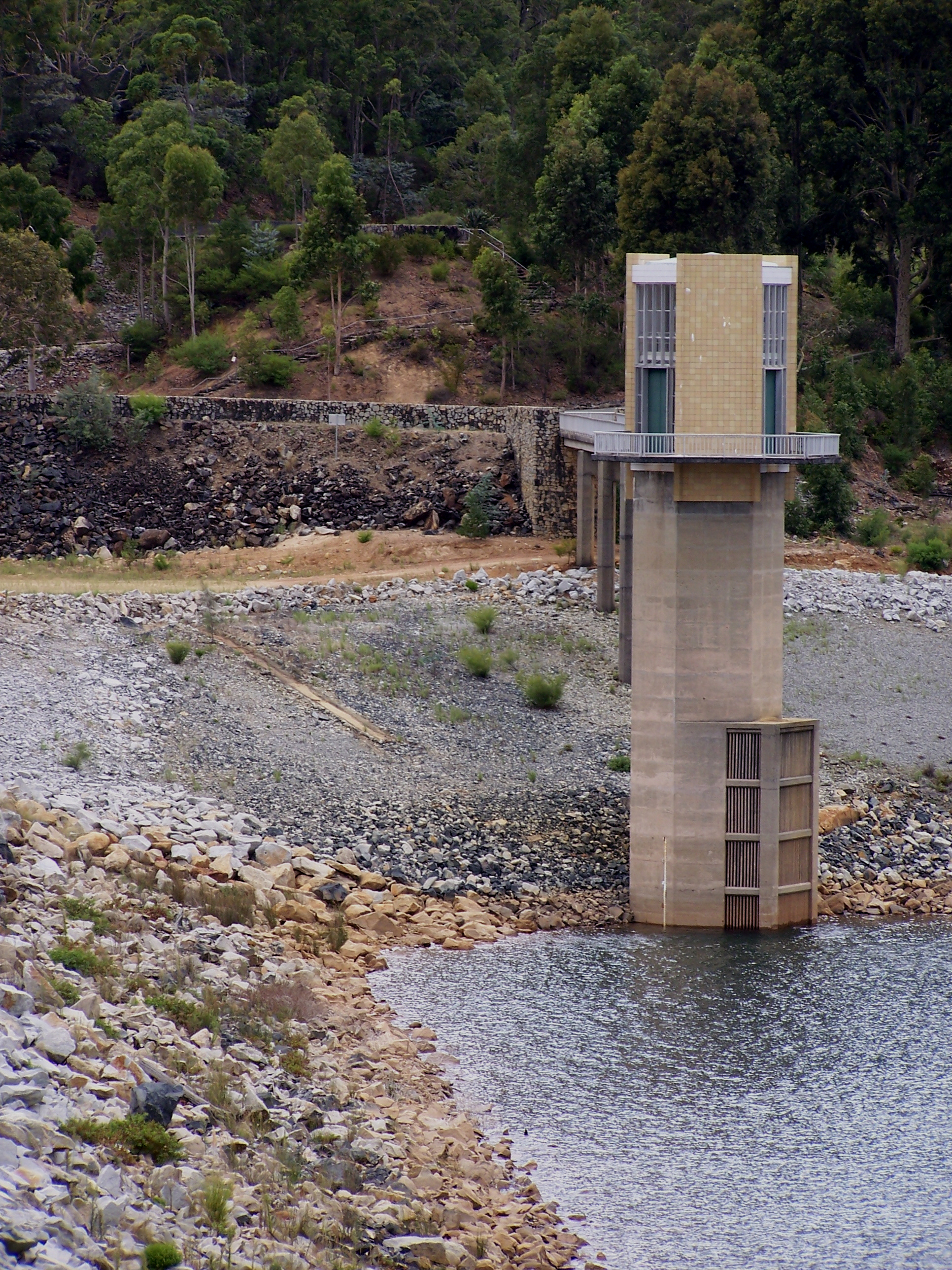
Serpentine Dam
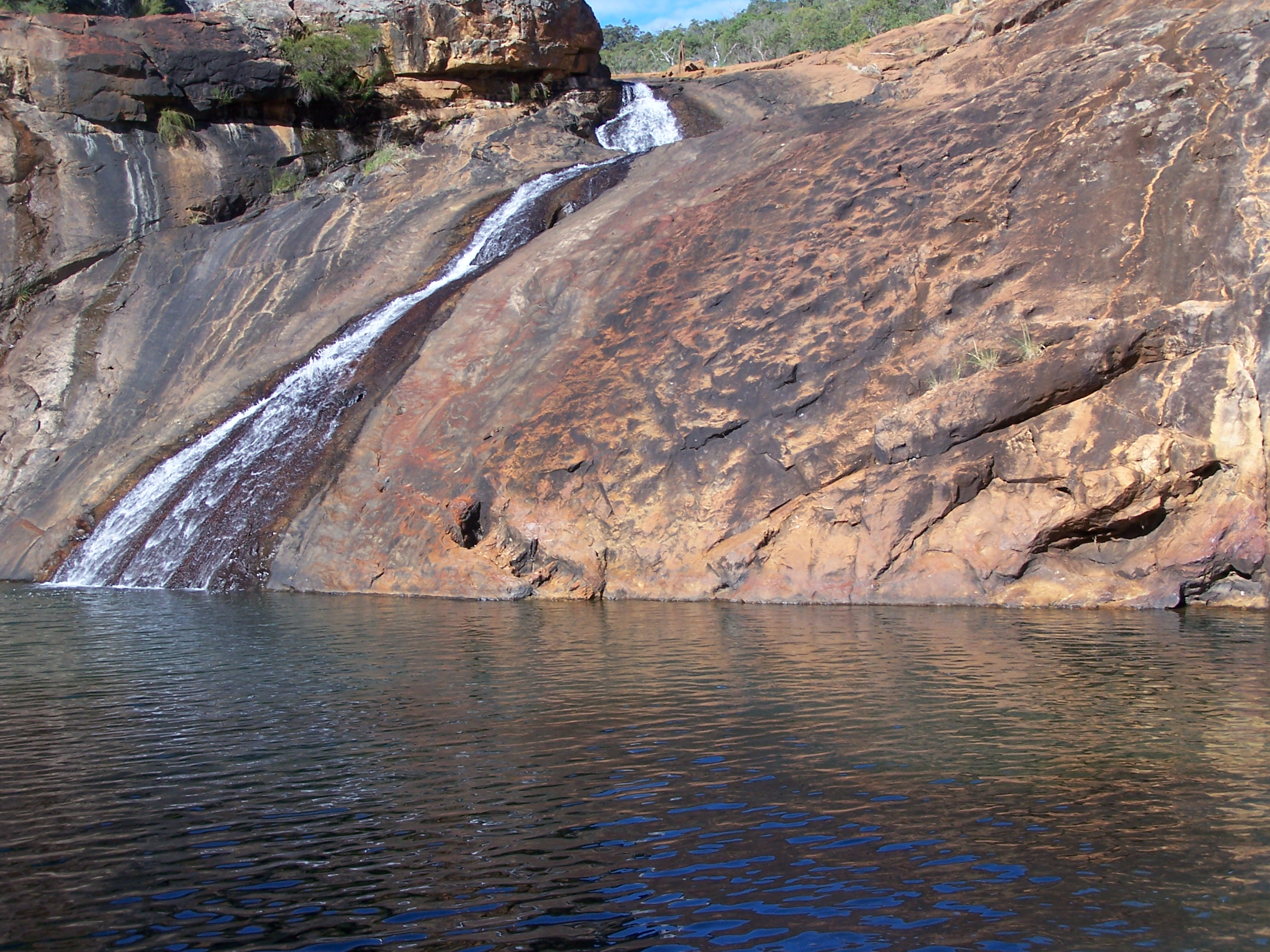
Serpentine Falls
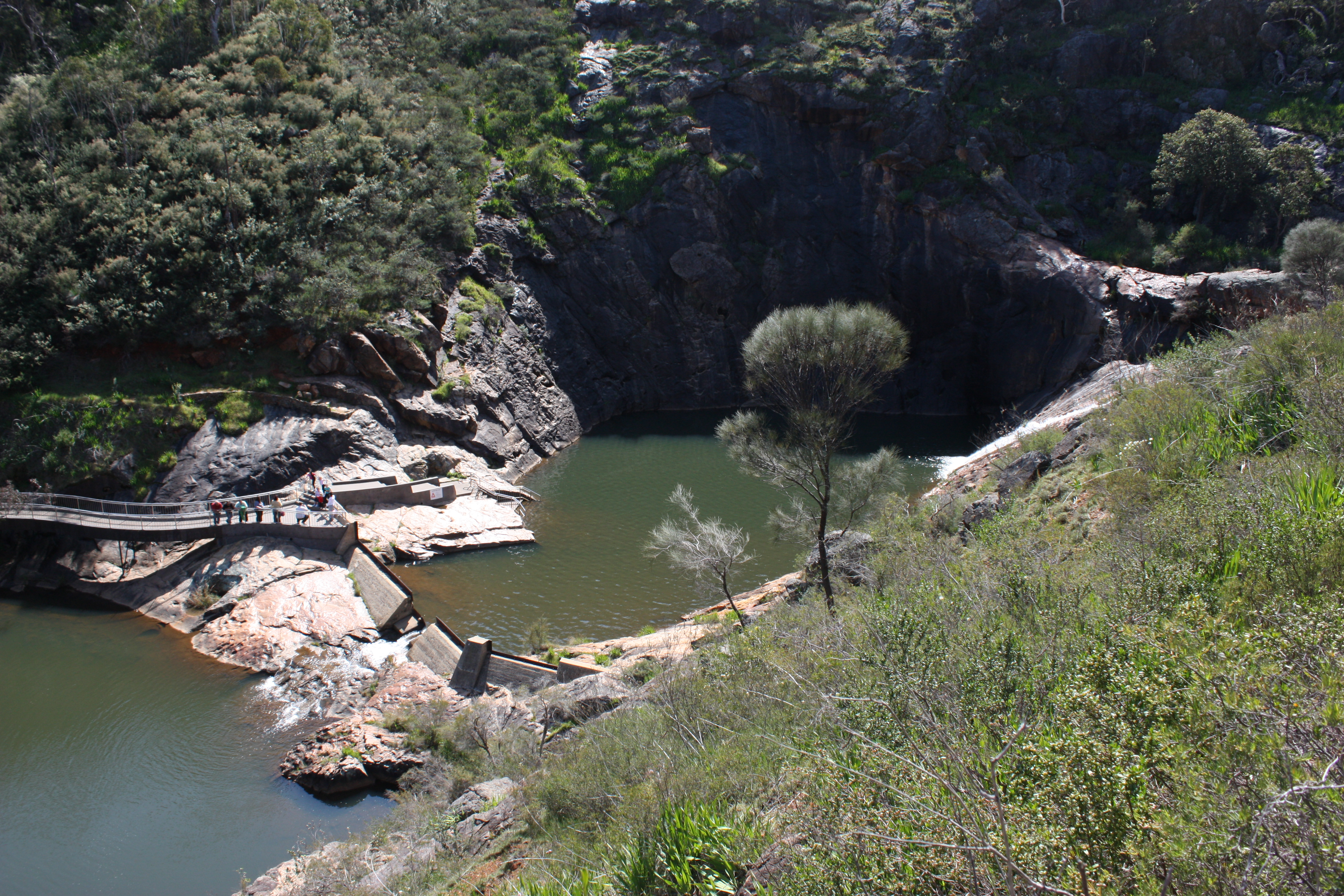
Serpentine Falls Pool

- Virtual International Authority File: 315138161